# Tunong Bugeng
Tunong Bugeng is een bestuurslaag in het regentschap Aceh Timur van de provincie Atjeh, Indonesië. Tunong Bugeng telt 506 inwoners (volkstelling 2010).